# Celtis iguanaea

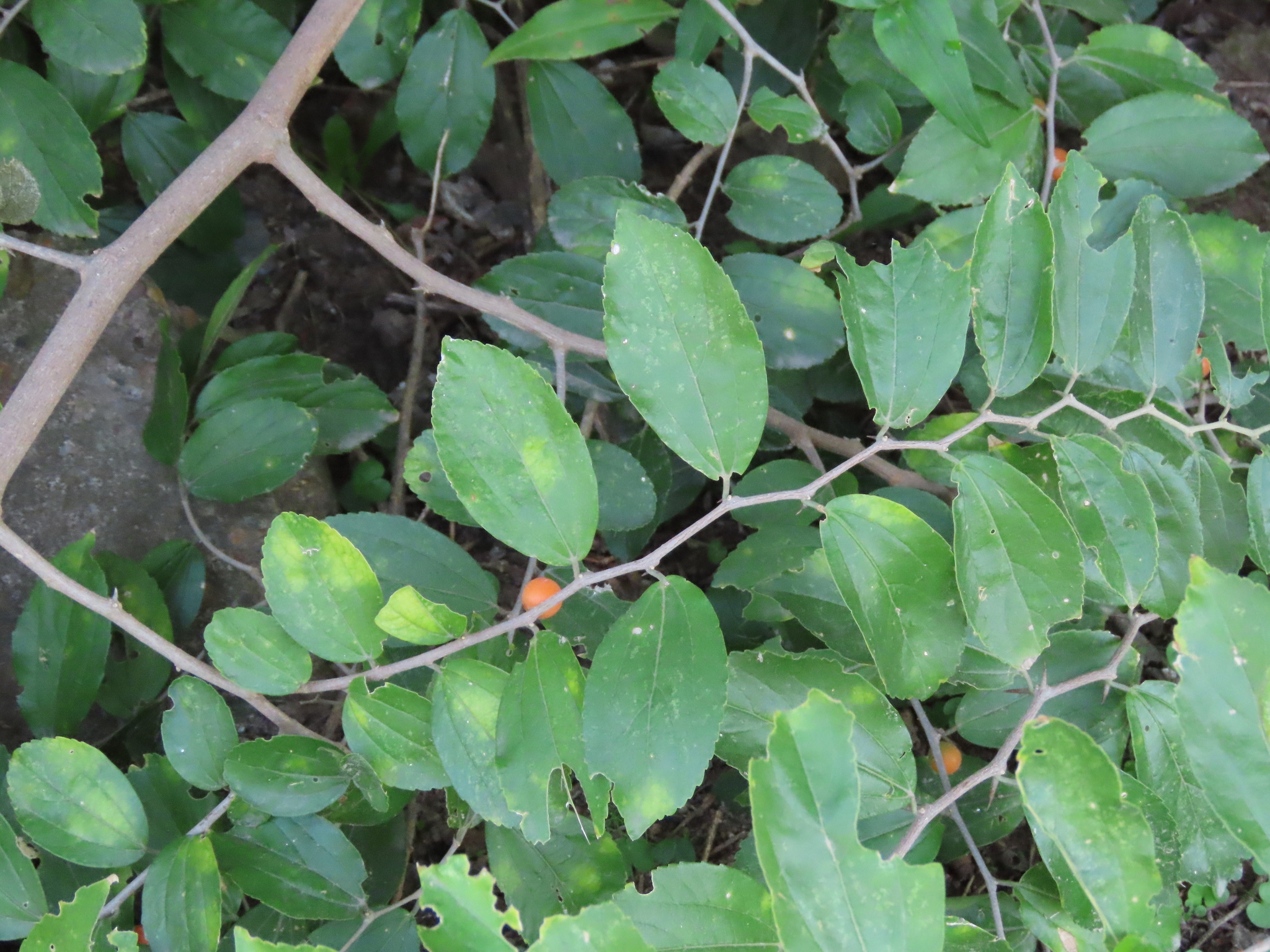
Celtis iguanaea, follaje, ramillas en zig zag, una espina por nudo.

Celtis iguanaea o Tala trepador es una especie arbusto trepador, endémica de América subtropical. 
Celtis ehrenbergiana (Klotzsch) Liebm. estaba considerada una especie hasta que en la revisión del año 2014 de The Plant List se incluyó como un sinónimo de Celtis iguanaea.

## Descripción
Planta perenne, trepadora, leñosa, con espinas curvas. Hoja oblongo oval, no oblicua en la base, de entre 5 y 10 cm de largo por entre 2 y 5 cm de ancho, aguda a brevemente acuminada, rara vez obtusa, entera o crenada, aserrada, redondeada o acorazonada en la base. Flores en cimas axilares apanojadas. Fruto drupa de entre 10 y 14 mm de largo, más larga que el pedicelo.

## Taxonomía
Celtis iguanaea fue descrita por (Jacq.) Sarg. y publicado en The Silva of North America 7: 64. 1895.
Sinonimia

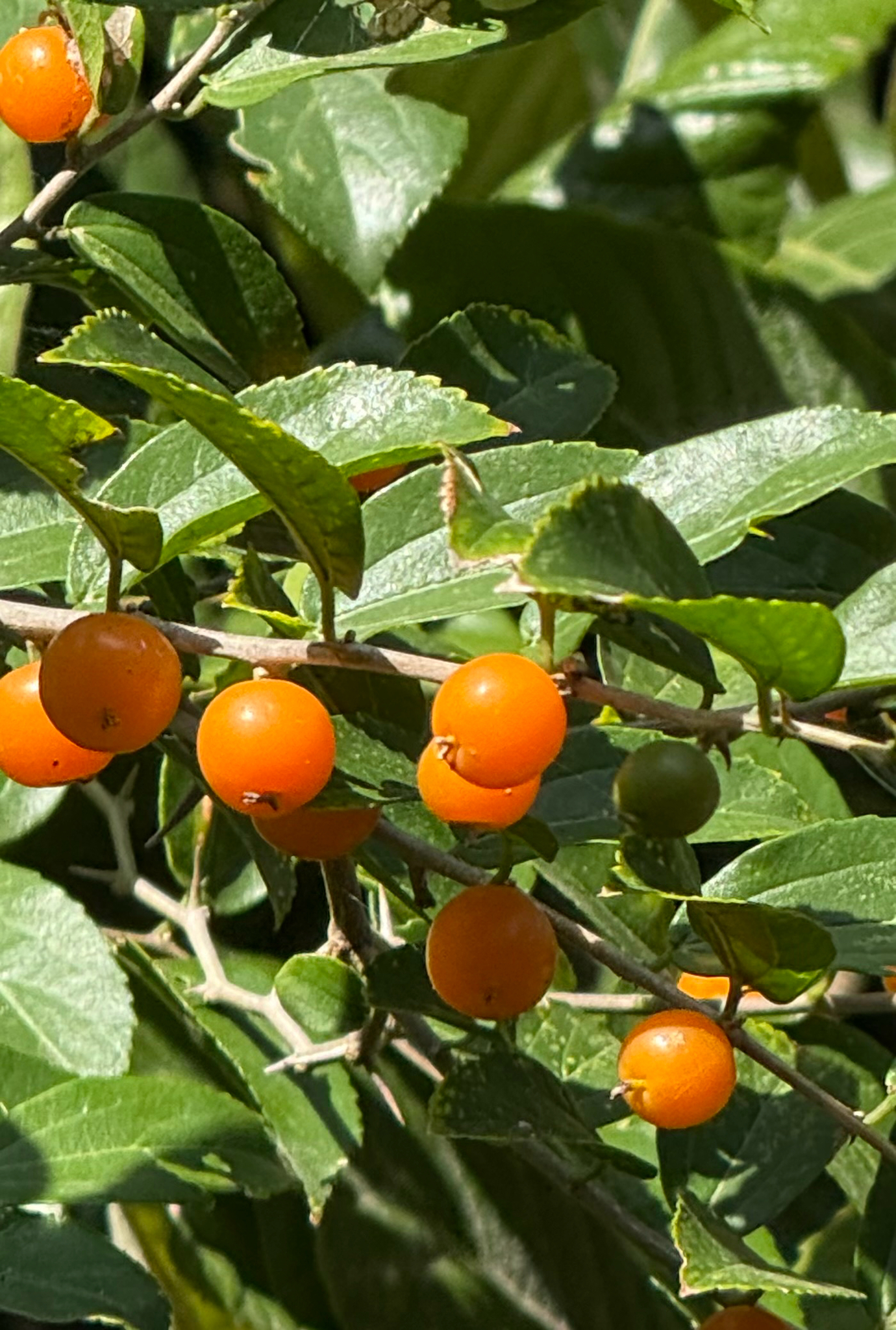
Celtis iguanaea con frutos

- Celtidopsis citrifolia (Kunth) Priemer
- Celtis aculeata Sw.
- Celtis aculeata var. laevigata (Kunth) Planch.
- Celtis aculeata var. pubescens Griseb.
- Celtis aculeata var. serrata Griseb.
- Celtis anfractuosa Liebm.
- Celtis asperula Miq.
- Celtis biflora Ruiz ex Miq.
- Celtis brevifolia (Klotzsch) Miq.
- Celtis dichotoma (Klotzsch) Ruiz ex Miq.
- Celtis diffusa Planch.
- Celtis epiphylladena Ortega
- Celtis ehrenbergiana (Klotzsch) Liebm.
- Celtis eriantha E.Mey. ex Planch.
- Celtis gardneri Planch.
- Celtis glabrata Spreng.
- Celtis glycycarpa Mart. ex Miq.
- Celtis goudotii Planch.
- Celtis hilariana Planch.
- Celtis laevigata (Kunth) Spreng.
- Celtis membranacea (Wedd.) Miq.
- Celtis morifolia Planch.
- Celtis pavonii Planch.
- Celtis platycaulis Greenm.
- Celtis pubescens (Kunth) Spreng.
- Celtis pubescens var. pubescens
- Celtis rhamnoides Willd.
- Celtis spinosa Ruiz ex Miq.
- Celtis spinosissima (Wedd.) Miq.
- Celtis triflora (Klotzsch) Ruiz ex Miq.
- Celtis velutina Planch.
- Celtis williamsii Rusby
- Celtis zizyphoides (Kunth) Spreng.
- Mertensia aculeata (Sw.) Schult.
- Mertensia citrifolia Kunth
- Mertensia commutata (Roem. & Schult.) Hemsl.
- Mertensia goudotii Planch.
- Mertensia iguanea (Jacq.) Schult.
- Mertensia laevigata Kunth
- Mertensia pubescens Kunth
- Mertensia rhamnoides (Willd.) Schult.
- Mertensia zizyphoides Kunth
- Momisia aculeata (Sw.) Klotzsch
- Momisia alnifolia Wedd.
- Momisia anfractuosa (Liebm.) Rose & Standl.
- Momisia brevifolia Klotzsch
- Momisia dichotoma Klotzsch
- Momisia iguanaea (Jacq.) Rose & Standl.
- Momisia laevigata (Kunth) F. Dietr.
- Momisia membranacea Wedd.
- Momisia platycaulis (Greenm.) Rose & Standl.
- Momisia pubescens (Kunth) F. Dietr.
- Momisia spinosissima Wedd.
- Momisia tala Planch.
- Momisia tarijensis Wedd.
- Momisia triflora Klotzsch
- Momisia zizyphoides (Kunth) F. Dietr.
- Rhamnus iguanaea Jacq.
- Saurobroma iguanense Raf.
- Ziziphus commutata Roem. & Schult.
- Ziziphus iguanea (Jacq.) Lam.
- Zizyphus iguanaea (Jacq.) Lam.[3][4]

## Nombres comunes
Baboyana, tala gateador, tala trepador, manca montero, uña de gato, zarza blanca. En Brasil se le llama gurrupiá. En el oriente de Bolivia se le da el nombre chichapí.